# Kaltenštejn
Kaltenštejn byl slezský hrad na osamělé kupě u Černé Vody v okrese Jeseník. Od roku 1964 je chráněn jako kulturní památka.

## Historie
Hrad Kaltenštejn je poprvé připomínán ve dvou listinách z let 1295 a 1296. Byl tehdy předmětem sporu mezi svídnickým vévodou Bolkem I. a vratislavským biskupem Janem Romkem. Hrad byl tehdy označován jako „nově postavený“, nacházel se v „Niské zemi“ (tedy na biskupské půdě) a držel jej vévoda, který jej vykoupil z rukou původních stavitelů hradu, označovaných za „nepřátele církve“. Podle rozsudku vyneseného krakovským biskupem měl vévoda hrad buď zbořit, nebo předat vratislavskému biskupovi. Vybral si druhou možnost, neboť roku 1299 je hrad dosvědčen v držení biskupa a pod velením kastelána, kterým byl biskupův bratr Dětřich.
V první polovině 14. století byl hrad zastavován, a to i více držitelům současně, než jej roku 1345 částečně zdědil a částečně opět vykoupil biskup Přeclav z Pohořelé. Pak jej biskupové drželi přímo, a tehdy byly z hradu spravovány vsi Stará Červená Voda a Jindřichovice u Vidnavy. Za husitských válek hrad sice zřejmě obsazen nebyl, ale v důsledku finančního vyčerpání biskupské pokladny byl opět zastavován. Zástavními držiteli byli roku 1435 Pelkan z Kalkova, 1441 Hanušek z Mušína, 1443 vratislavská kapitula, 1455 Kryštof z Czechssdorfu, 1460–1470 Mikuláš Meinholt/Meynholt (výměnou za hrad Frýdberk) a po něm jeho syn Hynek, 1470–71 vratislavský kanovník a opavský vévoda Přemek II., 1472–1497 opět Hynek Meinholt a 1497–1505 jeho zeť Jindřich z Tetova.
Roku 1441 se Kaltenštejn stal svědkem násilných událostí, když se ho zmocnil rytíř Zikmund Rachna. Ten unesl dceru kladského hejtmana Půty z Častolovic, a když prchal před jejím otčímem Hynkem Krušinou z Lichtenburka, podařilo se mu hrad překvapivě obsadit. Biskupské vojsko však hrad dobylo a hlavní protagonisté byli mučeni a popraveni.
Ač se tyto události stavu hradu zřejmě nedotkly, nebyl v 15. století opravován a již v jeho polovině byl zchátralý a jeho dispozice zastaralá. K opravám navrhovaným roku 1443 zřejmě nedošlo. Roku 1505 biskup Jan IV. Roth v rámci konsolidace biskupských držav na Jesenicku Kaltenštejn vykoupil ze zástavy. Nepřistoupil však k jeho opravě; naopak, již roku 1512 se uvádí, že jej nechal zcela zbořit proti vůli vratislavské kapituly. Podle tradice byl Kaltenštejn využit jako zdroj stavebního materiálu pro blízký hrad Jánský Vrch, jehož rozsáhlá rekonstrukce v té době probíhala.

## Stavba
Mezi středověkými hrady Slezska, které nesloužily jako základ novodobých staveb zámeckého typu, patří Kaltenštejn k nejzachovalejším. Východozápadně orientované vejčité jádro (maximální rozměry 45 × 30 m) nemuselo být, díky své poloze na vrcholku kupy, obklopeno příkopem. V jádře volně stojí kruhový bergfrit o průměru 10 m a výšce dosud 20 m. K hradbě jádra se přimyká dvoudílný palác. Před vstupem do hradu brankou v obvodní zdi jádra vznikla na severozápadní straně dvě předhradí. Pozdějšího původu než jádro hradu je parkánová zeď kolem celého vrcholu kopce s hlavní branou. Přístupová cesta k hradu vedla od jihu.

## Popis hradu
Jádro hradu tvoří zároveň jeho nejstarší část. Stál v něm palác, z něhož se dochovaly nepatrné zbytky (suterén). Palác byl věžovitý o velikosti přibližně 11 × 13 metrů, byl patrový. Sklepy paláce byly děleny do tří prostor. Jihovýchodní sklep má zachovalý zbytek klenby. Zdi byly silné až dva metry.
Hradba jádra hradu je zachována jen v malém zbytku na severozápadě a zdá se, že byla dva metry silná a asi sedm metrů vysoká. Jedinou další stavbou v jádře hradu byla věž (bergfrit), která měla průměr v přízemí 10,6 metru a sílu zdí 4,35 metru. V horních patrech byla zeď silná jen 1,5 metru. Věž byla původně přístupná je portálkem ve výši prvního patra. Portálek je částečně zachován. Věž měla střílny a ochoz s cimbuřím. Věž byla zničena výbuchem, ale dodnes je zachována její část do výšky zhruba 20 metrů. Přízemí věže tvořila zaklenutá komora, ve vyšších patrech se mohlo bydlet. Hrad měl severozápadní předhradí, které zřejmě patřilo k původnímu hradu, stála v něm budova připomínaná roku 1443. V těsné blízkosti stupňovitého pilíře se nacházela první vstupní brána. Druhá vstupní brána vedoucí do předhradí stála u hranolové bašty, je z ní dochován i zbytek portálu s drážkou po padacím mostu. K této bráně patřila místnost (zřejmě strážnice) a krytá studna patrná ještě v 19. století.
Hrad obíhá parkánová hradba a hradba vnějšího předhradí, silná jen asi 1,1 metru a osazená jen jednou nevýraznou baštou. Vnější předhradí bylo vybudováno na konci 14. nebo na počátku 15. století. Brána do tohoto předhradí byla jen otvorem s vraty bez příkopu a mostu. Někde na předhradí byly umístěny stáje, větrný mlýn a pivovar, které jsou zmiňovány v pramenech.